# Еллен Троцгіг
Еллен Троцгіг (5 березня 1878 — 6 листопада 1949) — шведська художниця, яка базувалася в Естерлені і стала відомою як «перший живописець Сходу».

## Життя

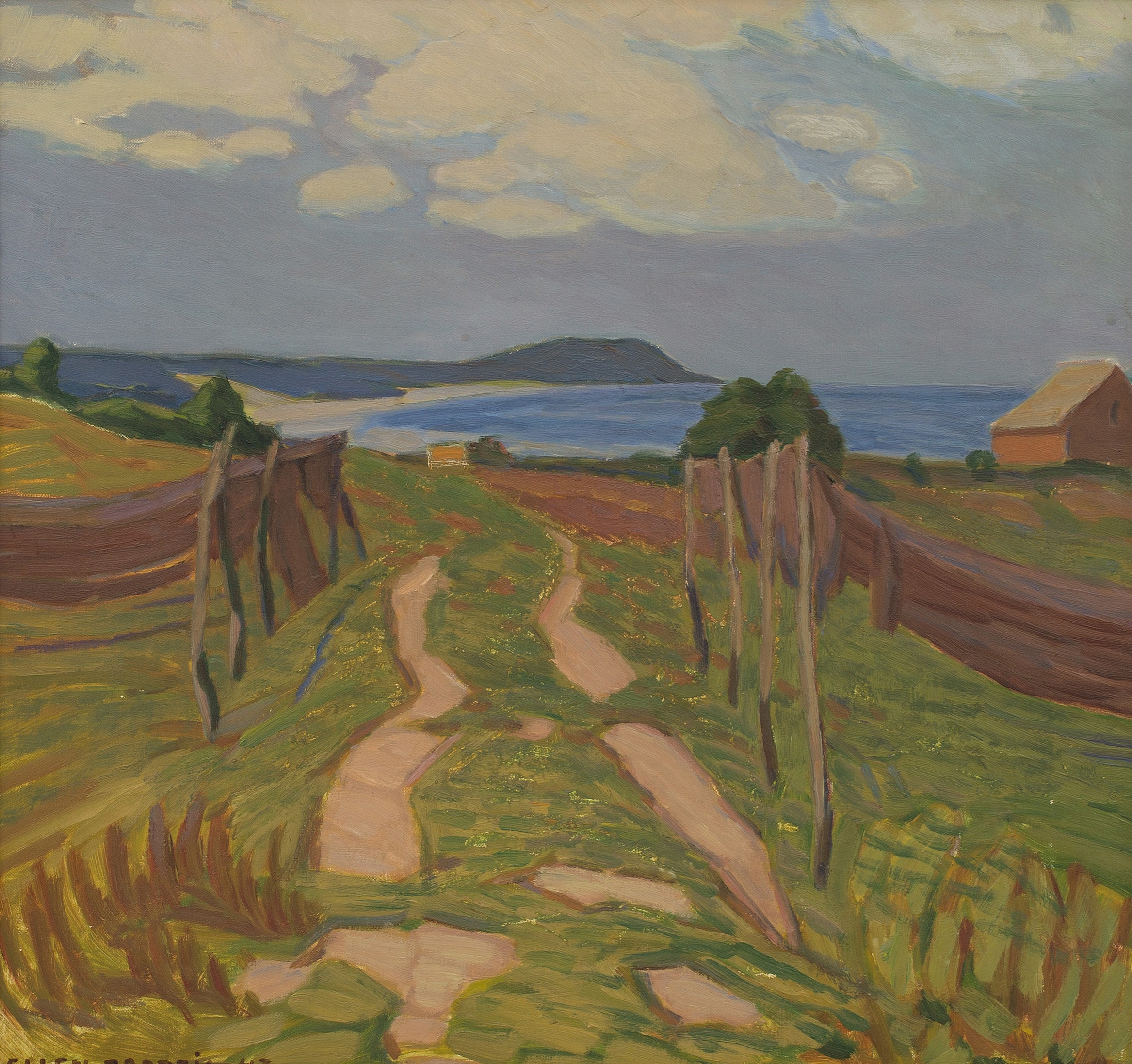
Із 1943 року

Троцгіг народилася в Мальме у 1878 році. Вона та її родина переїхали в Сімрісхамн, коли їй було п'ять, і вони залишилися там, поки її батько Йохан Вільгельм Троцгіг не помер, а вдова мати Крістіна Сесілія Троцгіг не привела сім'ю назад у Мальме. Їй було вісімнадцять, коли її батько помер, на щастя, його брат Фредрік оцінив її талант і підтримав її освіту. Вона здобула освіту в Тенеґо-Кунстіндустрісколен для Квіндера, у школі образотворчих мистецтв Валанд у Ґетеборзі та у Крістіана Крога в Академії Колароссі у Парижі. У Парижі вона приєдналася до інших скандинавів, зокрема художника-колеги Тора Вега Холмстрьом. У 1908 році вона впевнилась у своєму таланті, коли продала портрет 1906 року в художньому музеї Гетеборга.
Вона зрозуміла, що надає перевагу природі, людям, і повернувшись до Швеції, вона вирішила переїхати на схід країни, оскільки вона віддала перевагу світлу та міцному пейзажу. Інші в кінцевому підсумку йтимуть під її керівництвом, але наразі вона стала «першою живописцею на Сході». Вона захопилася квітами, малювала портрети, в тому числі Марти Литцелл у 1914 році у час, коли вони житимуть разом у місті Сімрісхамн. Вона також малювала досить темні пейзажі, де панували синій, коричневий та зелений.
Коли вона померла в своєму будинку в Сімрісхамні у 1949 році, вона залишила вказівки, щоб її картини були продані для того, щоб можна було створити благодійну організацію. Гроші використовуються на підтримку молодих художникі.